# Рок, Пьер
Пьер Рок (фр. Pierre Roques; 22 июля 1685, Лакон, ныне департамент Тарн — 13 апреля 1748, Базель) — швейцарский протестантский богослов. Являлся создателем и защитником концепции рационального просвещенного пиетизма.

## Биография
Сын купца-гугенота, бежавшего из Франции. Учился в Женеве и Лозанне (в том числе у Б. Каландрини, Б. Пикте, Л. Троншена, Ж. А. Турретини), затем окончил Базельский университет (1710). Рока считают также учеником Ж. Ф. Остервальда, сын которого Жан Рудольф Остервальд (1687—1764) служил вместе с ним в Базеле. В 1709 г. рукоположён во священники и с 1710 г. был пастором базельской Французской церкви.
Из сочинений Рока наиболее значительным признаётся книга «Евангелический пастырь» (фр. Le pasteur évangelique; 1723), посвящённая вопросам пасторского служения. Помимо собственных сочинений, редактировал базельское издание «Большого исторического словаря» Луи Морери (1731—1732).

## Сочинения
- «Tableau de la conduite du chrétien» (1721),
- «Exhortations chrétiennes» (1723),
- «Le pasteur évangelique» (1723),
- «Premiers principes des vérités historiques» (1728),
- «Lettres au sujet du mariage des réformés» (1730),
- «Discours sur les évenements memorables de l’Ecriture» (1736) и др.